# Естонска круна
Естонска круна (естонски: Eesti kroon) је била званична валута Естоније. Први пут је уведена 1928. Круна се састојала из 100 сента (sent). Издавала их је Банка Естоније. Међународни код валуте је EEK.

## Историјат

### Прва круна (1928-1940)
Круна је уведена 1928. када је заменила естонску марку која је била у оптицају од 1919. Била је у оптицају до совјетске окупације када је замењена рубљама.

### Друга круна (1992-2008)
Круна је уведена поново након ослобођења 1992. године. Заменила је совјетску рубљу. Првобитно је била везана за немачку марку а касније за евро. Стабилна је од 20. јуна 1992. Инфлација у 2009. је износила 0,9% на годишњем нивоу. 
Новчанице су се издавале у апоенима од 1, 2, 5, 10, 25, 50, 100 и 500 круна а ковани новац у апоенима од 1 и 5 круна и 5, 10, 20 и 50 сента.
Од 1. јануара 2011. године евро је заменио круну.